# Goudi (Zypern)
Goudi (griechisch Γουδί), auch Vouti, ist eine Gemeinde im Bezirk Paphos in der Republik Zypern. Bei der Volkszählung im Jahr 2021 hatte sie 231 Einwohner.

## Name
Für den Ursprung des Namens Goudi gibt es 3 Versionen: Eine Version besagt, dass sich der Name vom Namen des ersten Siedlers oder Besitzers des Gebiets ableitet, der wahrscheinlich Goudis (griechisch Γουδής) hieß. Eine andere Version besagt, dass der Name vom Wort vouttima (griechisch βούττημα) kommt, was so viel wie „Eintauchen in Wasser“ bedeutet. Eine weitere Version besagt, dass der Name vom Wort buttin (griechisch βουττίν) kommt, was so viel wie „kleines Gefäß“ bedeutet.

## Lage und Umgebung

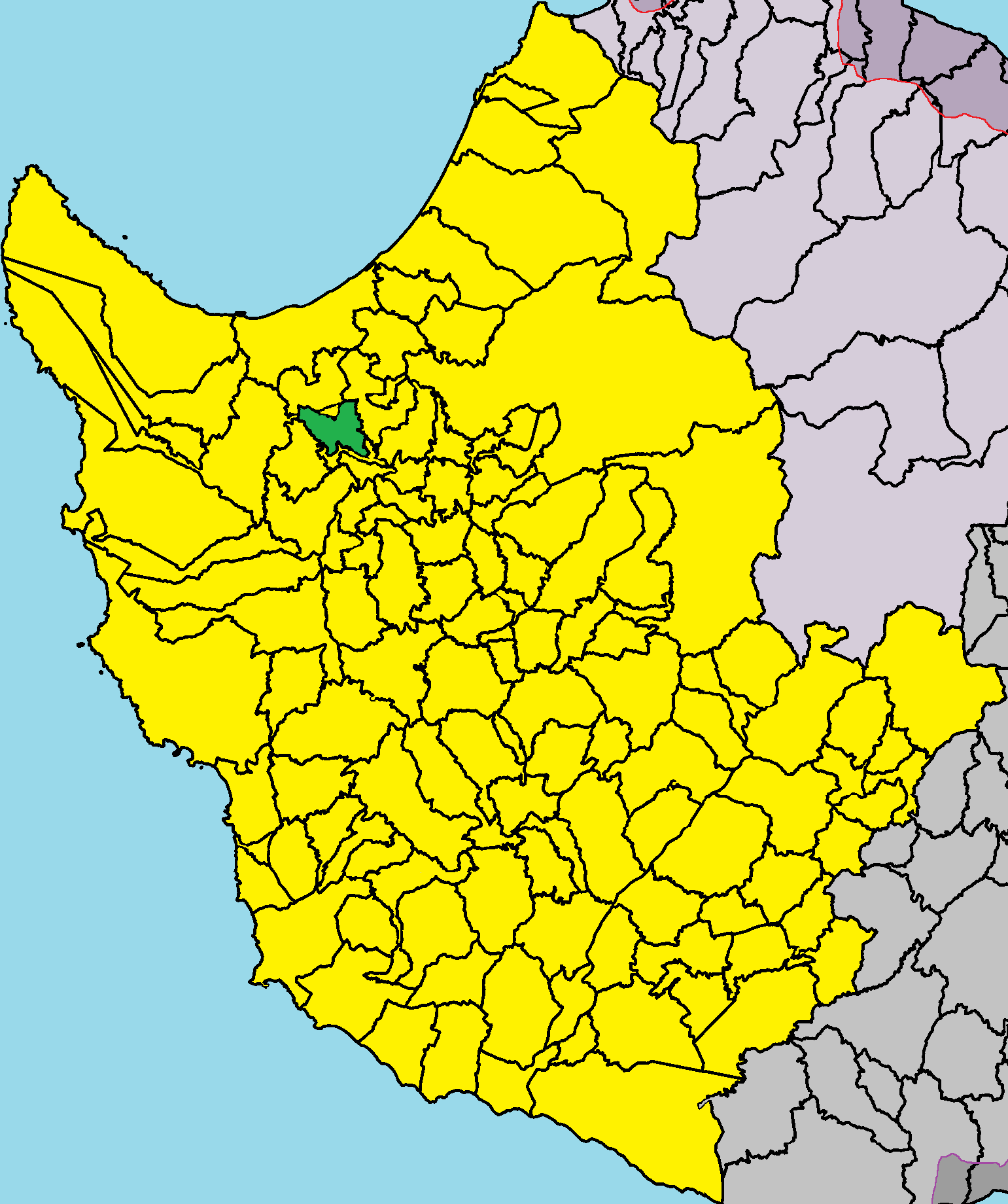
Lage im Bezirk Paphos

Goudi liegt im Westen der Mittelmeerinsel Zypern auf einer Höhe von etwa 105 Metern, etwa 24 Kilometer nördlich von Paphos. Das 4,82452 Quadratkilometer große Dorf grenzt im Norden an Chrysochou und Karamoullides, im Osten an Steni, im Süden an Choli und im Westen an Terra und Drousia. Der Fluss Chrysochous fließt durch Goudi. Das Dorf kann über die Straße B7 erreicht werden.
Die jährliche durchschnittliche Niederschlagsmenge beträgt rund 575 Millimeter. In der Umgebung werden Getreide, Hülsenfrüchte, Tabak, Futterpflanzen, Gemüse, Weinreben, Zitrusfrüchte, Mandeln, Oliven und Johannisbrot angebaut.

## Geschichte
Goudi war ein königliches Anwesen der Lusignans. Die wichtigste existierende Quelle für die Entstehung der heutigen Siedlung ist Louis de Mas Latrie, der das Dorf mit dem Namen Vouti erwähnt. Der Autor selbst nahm es in die Liste der lusignanisch-venezianischen Königsgüter auf und ordnete es zusammen mit elf anderen Dörfern der Provinz Chrysochous zu.

### Bevölkerungsentwicklung
Den in Zypern durchgeführten Volkszählungen zufolge verzeichnete die Bevölkerung der Gemeinde bis 1960 einen Anstieg. Aufgrund von Urbanisierung und Einwanderung ging es dann zurück. In den letzten Volkszählungen verzeichnete die Bevölkerung jedoch einen Anstieg.
Die folgende Tabelle zeigt die Bevölkerung der Gemeinde, wie sie in den in Zypern durchgeführten Volkszählungen erfasst wurde.
| Jahr      | 1881 | 1891 | 1901 | 1911 | 1921 | 1931 | 1946 | 1960 | 1976 | 1982 | 1992 | 2001 | 2011 | 2021 |
| Einwohner | 110  | 151  | 161  | 199  | 217  | 218  | 274  | 277  | 170  | 165  | 110  | 145  | 204  | 231  |